# Sextantio
Sextantio va ser una ciutat de la Gàl·lia Narbonense.
El nom es conserva en una inscripció trobada a Nemausus (Nimes). L'Itinerari d'Antoní l'anomena Sextatio. Hauria estat situada a uns 5 km al nord de Montpeller, a la vora del riu Ledus (Lez).